# Slavinje
Slavinje je naselje v Občini Postojna.